# Басалаев, Владимир Сергеевич
Влади́мир Серге́евич Басала́ев (12 августа 1945, Курск или Кужурла, Новосибирская область — 28 марта 2019) — советский футболист, игравший на позиции защитника. Мастер спорта СССР международного класса.
Воспитанник курской команды «Локомотив». Выступал за команды «Трудовые резервы» из Курска (1964—1965), «Локомотив» (1965—1970) и «Динамо» из Москвы (1971—1975). Финалист Кубка кубков 1971/72.
В сборной СССР сыграл два матча.
После окончания карьеры футболиста — начальник учебно-спортивного отдела ВФСО «Динамо» (Москва). Член совета директоров московского «Динамо» (с 2001-го).